# Генча (кладбище)
Генча (рум. Cimitirul Ghencea) — одно из крупнейших и известных кладбищ в Бухаресте (Румыния). Состоит из двух частей: военного и гражданского кладбищ. Место захоронения многих известных деятелей Румынии и Молдавии, мемориал жертв Первой и Второй мировых войн.
В числе похороненных на кладбище Генча:
- Чаушеску, Николае — румынский государственный и политический деятель, генеральный секретарь ЦК Румынской коммунистической партии (РКП) с 1965 года, генеральный секретарь РКП с 1969 года, председатель Госсовета Румынии (1967—1974). Президент СРР (1974—1989).
- Чаушеску, Елена — первый вице-премьер правительства, член ЦК РКП и Политбюро РКП, президент Академии наук Румынии и крупнейшей химкомпании страны, ICECHIM. Жена Н. Чаушеску.
- Чаушеску, Нику — сын Н. Чаушеску. В годы правления Николае был главой провинции Сибиу.
- Чаушеску, Илие — брат Н. Чаушеску. При правлении Николае — генерал, заместитель министра обороны.
- Арджешану, Георге — генерал, премьер-министр и политик.
- Вердец, Илие — государственный деятель, премьер-министр Румынии (1979—1982), зять Николае Чаушеску.
- Иоанициу, Александру — генерал-майор.
- Кицак, Михай — политик, генерал-полковник.
- Стэнеску, Ион — генерал Секуритате.
- Патилинец, Василе — партийно-государственный деятель, сподвижник Чаушеску.
- Спирою, Никулае — министр обороны Румынии (1991—1994)
- Тудор, Корнелиу Вадим — поэт и политик, основатель партии Великая Румыния
- Шербанеску, Александру — летчик, ас Второй мировой войны, сбивший на Восточном фронте 47 самолётов РККА.
- Тоница, Николае — художник, график, литограф.
- Ноур, Алексей — журналист, эссеист и политический активист.

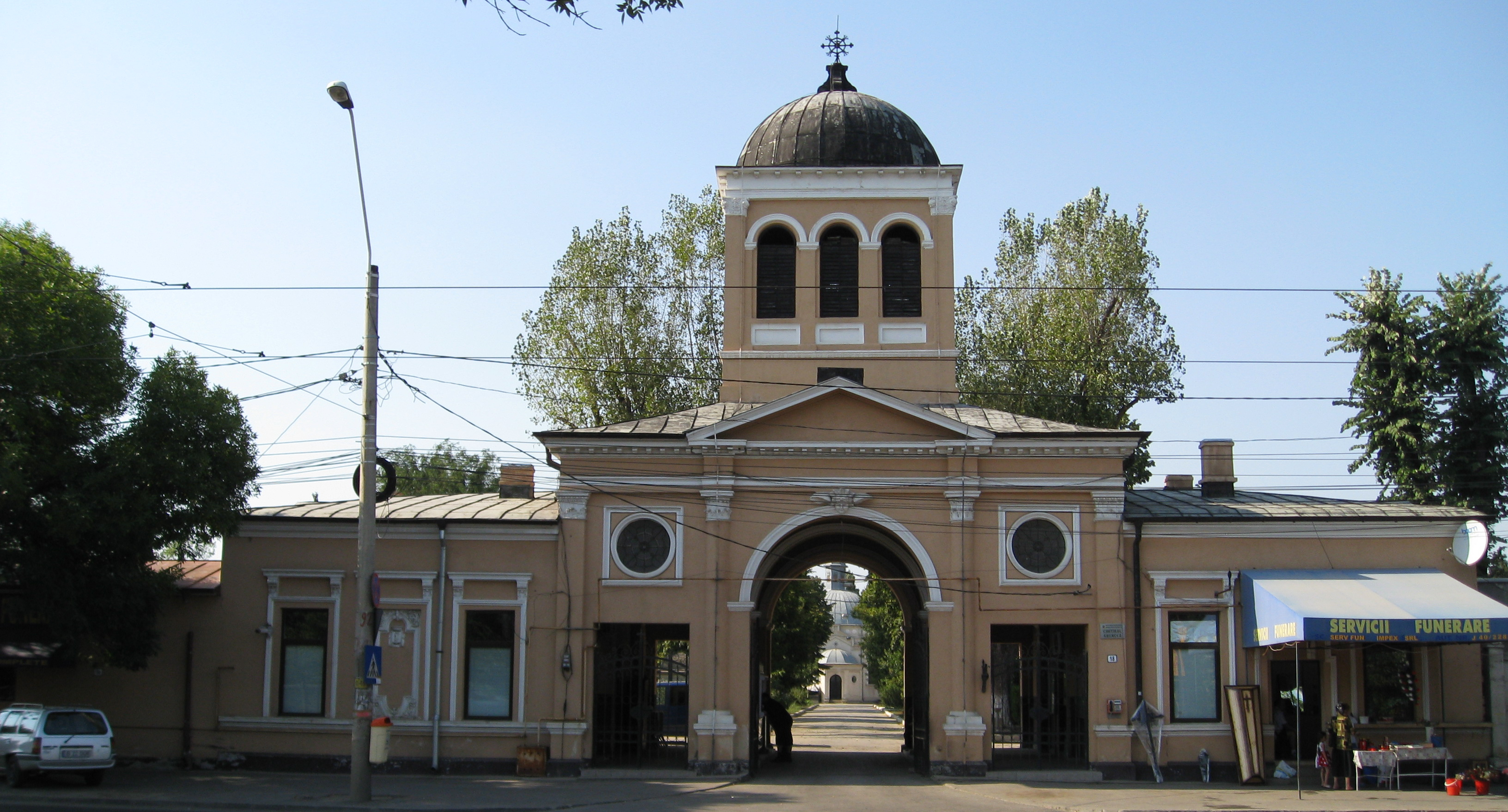
Центральный вход на гражданское кладбище Генча
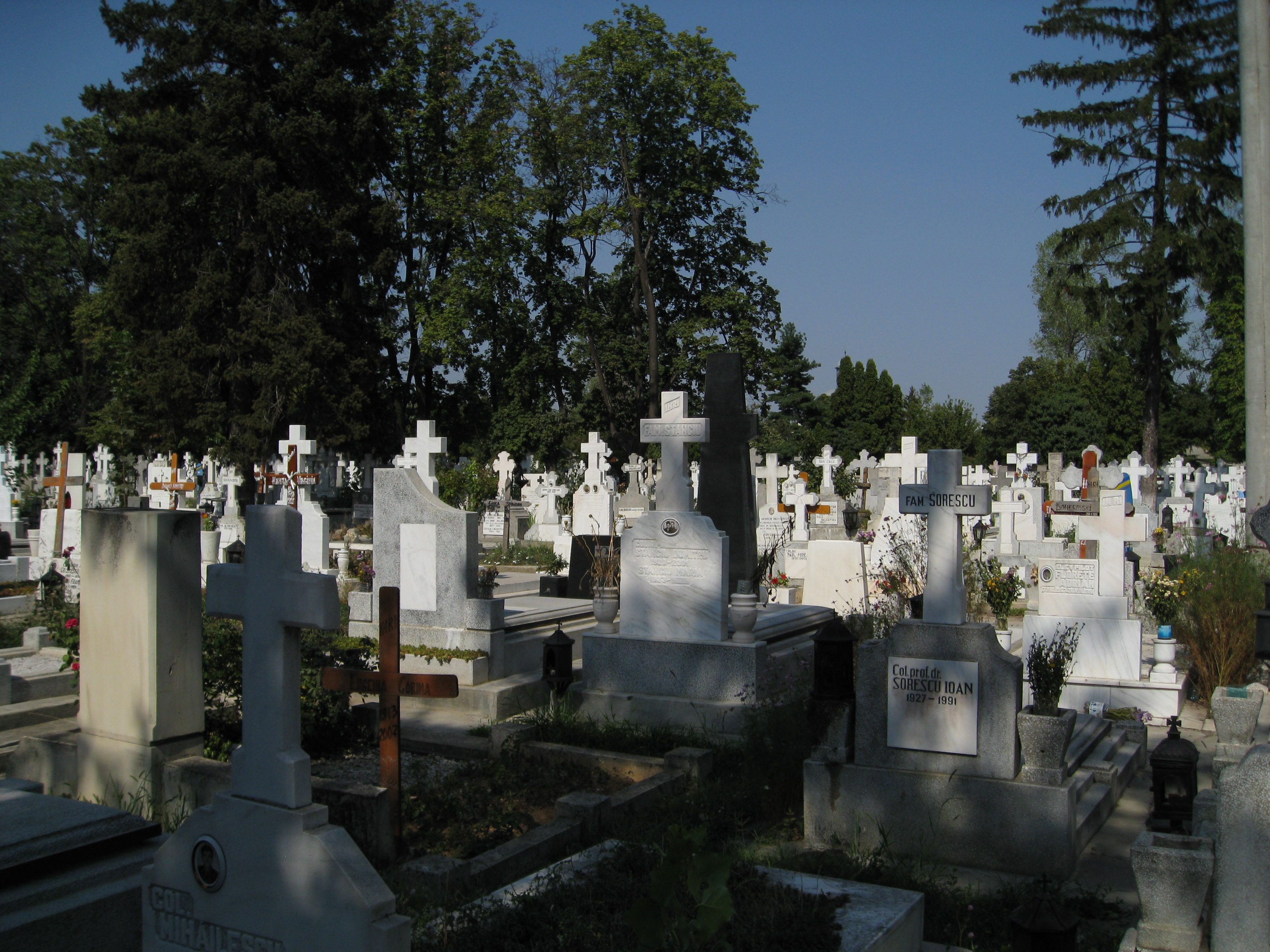
Могилы на военном кладбище Генча
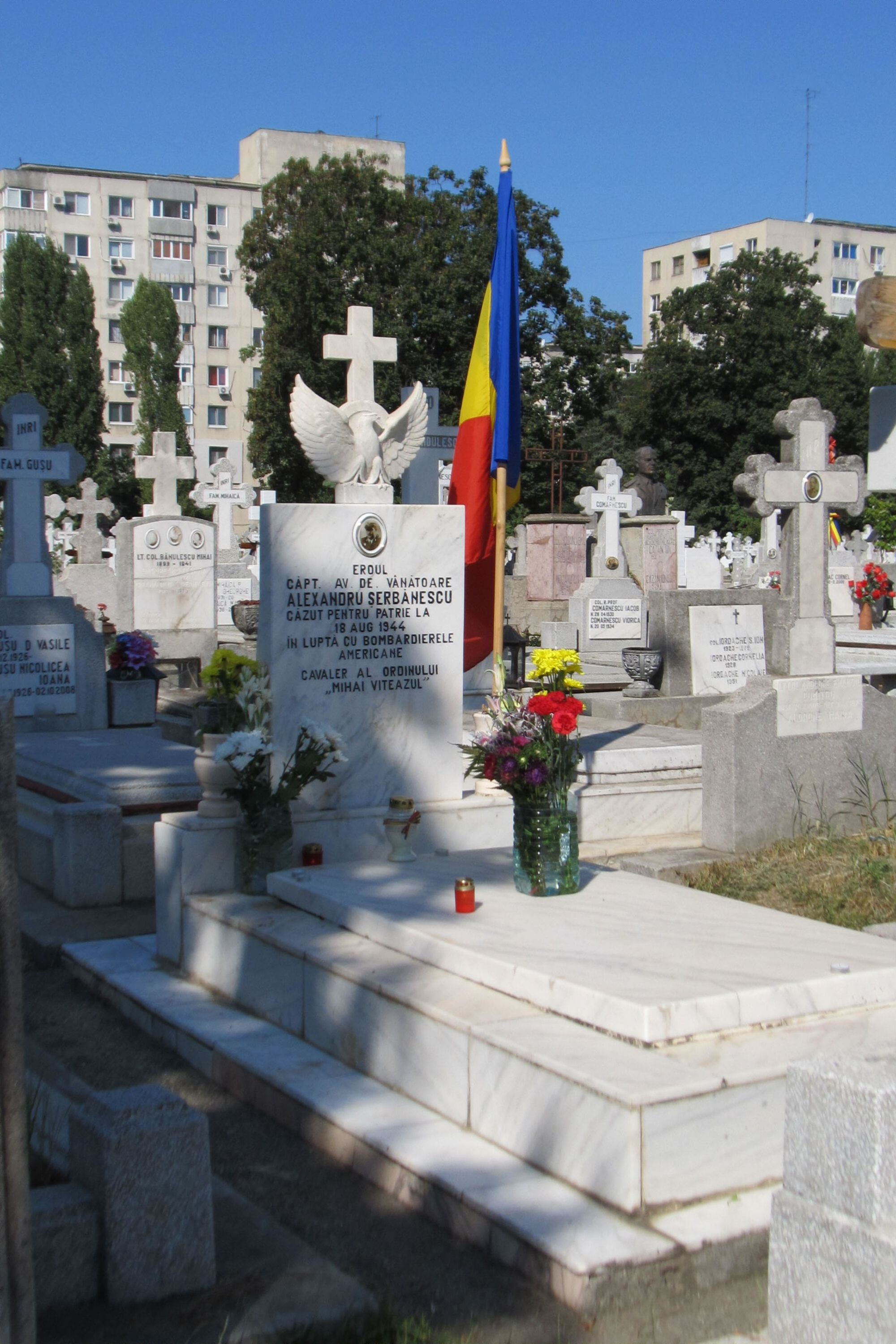
Могила летчика А. Шербанеску
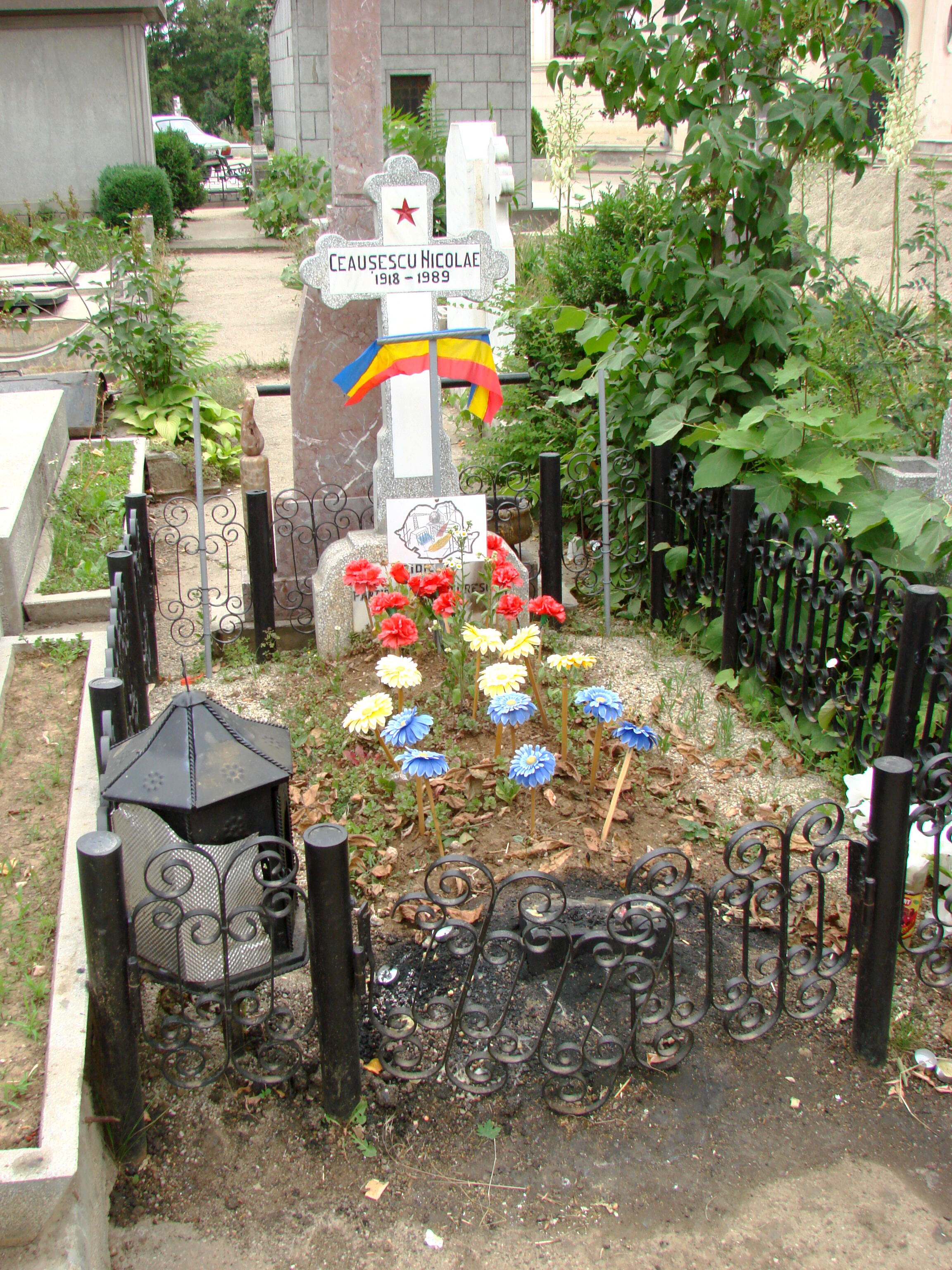
Могила Николае Чаушеску